# جاكي فيلدز
جاكي فيلدز (بالإنجليزية: Jackie Fields)‏ مواليد 9 فبراير 1908 في شيكاغو - الوفاة 3 يونيو 1987 في لوس أنجلوس، كان ملاكم محترف أمريكي صنّف ضمن فئة وزن الوسط. سبق أن شارك في دورة الألعاب الأولمبية الصيفية سنة 1924 وحقق الميدالية الذهبية فيها. دخل قاعة مشاهير الملاكمة الدولية.

## إحصائيات
خاض خلال مسيرته 84 نزالا، فاز في 72 وتعادل في 2 وخسر في 9. فاز بالضربة القاضية في 31 نزالا.

## الميداليات
| الميدالية | المسابقة                       |
| --------- | ------------------------------ |
| ذهبية     | الألعاب الأولمبية الصيفية 1924 |

## روابط خارجية
- جاكي فيلدز على موقع بوكس ريك (الإنجليزية) (registration required)
- جاكي فيلدز على موقع أوليمبيديا (الإنجليزية)